# Coppa Italia Serie D 2021-2022
La Coppa Italia Serie D 2021-2022 è stata la ventiduesima edizione della manifestazione organizzata dalla Lega Nazionale Dilettanti. La manifestazione è tornata ad avere luogo dopo che, a causa della pandemia di COVID-19, l'edizione 2019-2020 era stata sospesa prima del completamento delle semifinali, mentre l'edizione 2020-2021 non si era disputata a causa della partenza ritardata della stagione sportiva e del calendario troppo affollato.

## Partecipanti
Il quadro complessivo delle squadre partecipanti corrisponde a quelle iscritte al campionato di Serie D 2021-2022. La competizione si svolge interamente a eliminazione diretta e prende il via il 12 settembre 2021.

## Regolamento
Rispetto all'edizione precedente vi sono solo due novità regolamentari: non vi sono squadre ammesse direttamente ai trentaduesimi di finale (come conseguenza del fatto che non vi sono più squadre di Serie D che partecipano anche alla Coppa Italia professionisti) e tutti i turni, incluse le semifinali, sono a eliminazione diretta in gara unica. Il turno preliminare è disputato da 88 squadre, mentre le rimanenti 84 ne sono esentate ed accedono direttamente al primo turno (sessantaquattresimi di finale), dove sono raggiunte dalle 44 vincenti del preliminare.
Come di consueto, in caso di parità al termine dei 90 minuti regolamentari, si procede all’effettuazione dei tiri di rigore per determinare la squadra vincitrice (non sono quindi previsti tempi supplementari).
Il fattore campo è determinato per sorteggio nel turno preliminare, nel primo turno e nei trentaduesimi di finale. Nei sedicesimi di finale, negli ottavi di finale e nei quarti di finale, invece, gioca in casa la squadra che nel turno precedente ha giocato in trasferta e viceversa, procedendosi col sorteggio solo nel caso di sfida tra due squadre che, nel turno precedente, abbiano giocato entrambe in casa oppure entrambe in trasferta. Nelle semifinali il fattore campo torna ad essere deciso esclusivamente per sorteggio, mentre la finale si disputa invece in campo neutro. Gli accoppiamenti di tutti i turni sono guidati da criteri di vicinanza geografica.

## Date
| Fase              | Turno                   | Date                                            |                                                 |
| ----------------- | ----------------------- | ----------------------------------------------- | ----------------------------------------------- |
| Turni eliminatori | Turno preliminare       | 11-12 settembre, 20 ottobre 2021                | 11-12 settembre, 20 ottobre 2021                |
| Turni eliminatori | Primo turno             | 12-22 settembre, 13-20 ottobre, 3 novembre 2021 | 12-22 settembre, 13-20 ottobre, 3 novembre 2021 |
| Fase finale       | Trentaduesimi di finale | 3-10-17 novembre 2021                           | 3-10-17 novembre 2021                           |
| Fase finale       | Sedicesimi di finale    | 24 novembre, 15 dicembre 2021, 9 marzo 2022     | 24 novembre, 15 dicembre 2021, 9 marzo 2022     |
| Fase finale       | Ottavi di finale        | 5-16 gennaio, 9 febbraio, 9-19 marzo 2022       | 5-16 gennaio, 9 febbraio, 9-19 marzo 2022       |
| Fase finale       | Quarti di finale        | 20 marzo, 20-30 aprile 2022                     | 20 marzo, 20-30 aprile 2022                     |
| Fase finale       | Semifinali              | 11 maggio 2022                                  | 11 maggio 2022                                  |
| Fase finale       | Finale                  | 1º giugno 2022                                  | 1º giugno 2022                                  |

## Calendario

### Turni eliminatori

#### Turno preliminare
Sono 88 le squadre impegnate per il preliminare: le ventiquattro neopromosse dai campionati di Eccellenza, le cinque retrocesse dal campionato di Lega Pro, i sei sodalizi ripescati, le 45 società classificatesi al termine della Stagione Sportiva 2020/2021 dal 12º al 16º posto nei gironi a 18 squadre, dal 14º al 18º per quelli a 20 club, le cinque società in sovrannumero (Casertana, Athletic Carpi, Gozzano, Novara Football Club e Sambenedettese) ed il club con il peggior punteggio nella graduatoria dell’età media (Muravera). Le formazioni qualificate al turno successivo sono indicate in grassetto.
| Squadra 1                 | Risultato       | Squadra 2               |
| ------------------------- | --------------- | ----------------------- |
| 11 settembre 2021         |                 |                         |
| Aprilia                   | 3 - 1           | Team Nuova Florida      |
| Fossano                   | 2 - 1           | Chieri                  |
| 12 settembre 2021         |                 |                         |
| Afragolese                | 2 - 1           | Real Aversa             |
| Ambrosiana                | 1 - 0           | San Martino Speme       |
| Arezzo                    | 0 - 1           | Foligno                 |
| Atletico Terme Fiuggi     | 1 - 1 (4-5 dtr) | Montespaccato           |
| Bagnolese                 | 1 - 0           | Borgo San Donnino       |
| Caravaggio                | 0 - 0 (5-3 dtr) | Tritium                 |
| Casertana                 | 0 - 3           | Gladiator               |
| Cavese                    | 1 - 0           | San Giorgio 1926        |
| Sant'Agata                | 1 - 1 (3-4 dtr) | Cittanova               |
| Città di Varese           | 2 - 2 (4-5 dtr) | Arconatese              |
| Dolomiti Bellunesi        | 1 - 2           | Levico                  |
| Este                      | 1 - 4           | Campodarsego            |
| Flaminia CivitaCastellana | 2 - 1           | Real Monterotondo Scalo |
| Folgore Caratese          | 0 - 0 (4-5 dtr) | Alcione                 |
| FC Francavilla            | 2 - 1           | Rotonda                 |
| Gozzano                   | 1 - 0           | Borgosesia              |
| Muravera                  | 0 - 2           | Torres                  |
| Nola                      | 3 - 0           | Bisceglie               |
| Novara                    | 3 - 0           | RG Ticino               |
| Ostia Mare                | 1 - 0           | UniPomezia              |
| Paternò                   | 2 - 2 (2-4 dtr) | Giarre                  |
| Poggibonsi                | 1 - 1 (2-4 dtr) | Scandicci               |
| Ponte San Pietro          | 1 - 0           | Villa Valle             |
| Porto d'Ascoli            | 1 - 1 (4-3 dtr) | Nereto                  |
| Progresso                 | 2 - 0           | Cattolica               |
| Ravenna                   | 3 - 0           | Sasso Marconi           |
| Saluzzo                   | 2 - 0           | Asti                    |
| Tolentino                 | 1 - 1 (4-3 dtr) | Fano                    |
| Vado                      | 3 - 1           | Ligorna                 |
| Vastogirardi              | 3 - 2           | Aurora Alto Casertano   |
| Virtus CiseranoBergamo    | 5 - 1           | Leon                    |
| Vis Nova Giussano         | 3 - 1           | Brianza Olginatese      |
| Arzachena                 | 0 - 1           | Atletico Uri            |
| Gravina                   | 1 - 1 (5-4 dtr) | Fasano                  |
| Portici                   | 2 - 0           | Mariglianese            |
| Sancataldese              | 3 - 1           | Troina                  |
| Carpi                     | 2 - 1           | Mezzolara               |
| Spinea                    | 0 - 3           | Montebelluna            |
| Seravezza                 | 3 - 0           | Cascina                 |
| Lamezia Terme             | 1 - 1 (4-5 dtr) | Rende                   |
| Brindisi                  | 2 - 1           | Virtus Matino           |
| 20 ottobre 2021           |                 |                         |
| Chieti                    | 1 - 1 (3-4 dtr) | Sambenedettese          |

#### Primo turno
Il primo turno prevede la disputa di n. 64 gare di sola andata riservato alle seguenti squadre: 44 vincenti il turno preliminare; 84 aventi diritto.
| Squadra 1                 | Risultato       | Squadra 2              |
| ------------------------- | --------------- | ---------------------- |
| 12 settembre 2021         |                 |                        |
| Recanatese                | 4 - 1           | Castelfidardo          |
| 22 settembre 2021         |                 |                        |
| Adriese                   | 1 - 2           | Delta Porto Tolle      |
| Aglianese                 | 0 - 3           | Scandicci              |
| Aprilia                   | 2 - 0           | Ostia Mare             |
| Arzignano Valchiampo      | 2 - 1           | Sona                   |
| Carpi                     | 3 - 1           | Forlì                  |
| Atletico Uri              | 0 - 3           | Trastevere             |
| Audace Cerignola          | 2 - 0           | Nola                   |
| Bitonto                   | 1 - 0           | Brindisi               |
| Bra                       | 0 - 1           | Vado                   |
| Breno                     | 3 - 0           | Real Calepina          |
| Brusaporto                | 1 - 1 (4-6 dtr) | Caravaggio             |
| Caldiero                  | 3 - 0           | Ambrosiana             |
| Desenzano Calvina         | 1 - 2           | Franciacorta           |
| Carbonia                  | 0 - 0 (6-7 dtr) | Lanusei                |
| Caronnese                 | 2 - 0           | Sangiuliano City       |
| Cartigliano               | 4 - 0           | Campodarsego           |
| Casatese                  | 2 - 3           | Virtus CiseranoBergamo |
| Castellanzese             | 3 - 2           | Legnano                |
| Cavese                    | 2 - 0           | Portici                |
| Acireale                  | 1 - 1 (4-2 dtr) | Giarre                 |
| Correggese                | 4 - 1           | Bagnolese              |
| Cynthialbalonga           | 2 - 2 (7-6 dtr) | Montespaccato          |
| Trapani                   | 3 - 0           | Biancavilla            |
| Fanfulla                  | 2 - 1           | Crema                  |
| Gravina                   | 0 - 0 (1-4 dtr) | Team Altamura          |
| Matese                    | 1 - 3           | Vastogirardi           |
| FC Messina                | 1 - 1 (3-2 dtr) | San Luca               |
| Flaminia CivitaCastellana | 5 - 1           | Rieti                  |
| Fossano                   | 4 - 1           | Saluzzo                |
| FC Francavilla            | 5 - 2           | Castrovillari          |
| Gelbison                  | 0 - 1           | Santa Maria Cilento    |
| Giugliano                 | 2 - 1           | Afragolese             |
| Gladiator                 | 1 - 0           | Insieme Formia         |
| Gozzano                   | 0 - 2           | Novara                 |
| Lavagnese                 | 1 - 2           | Sestri Levante         |
| Lentigione                | 1 - 2           | Derthona               |
| Licata                    | 1 - 0           | Sancataldese           |
| Luparense                 | 0 - 1           | Levico                 |
| Mestre                    | 2 - 3           | Montebelluna           |
| Molfetta Calcio           | 1 - 0           | Lavello                |
| Nardò                     | 2 - 2 (5-6 dtr) | Casarano               |
| Pineto                    | 1 - 3           | Castelnuovo Vomano     |
| PDHAE                     | 1 - 1 (4-1 dtr) | Casale                 |
| Ponte San Pietro          | 2 - 0           | Arconatese             |
| Real Forte Querceta       | 1 - 0           | Ghiviborgo             |
| Rende                     | 2 - 2 (4-6 dtr) | Cittanova              |
| Rimini                    | 1 - 1 (6-7 dtr) | Progresso              |
| S.N. Notaresco            | 3 - 2           | Pro Vasto              |
| Sammaurese                | 0 - 1           | Ravenna                |
| Sangiovannese             | 0 - 2           | Prato                  |
| Sanremese                 | 2 - 1           | Imperia                |
| Latte Dolce               | 1 - 1 (7-8 dtr) | Torres                 |
| Seravezza                 | 2 - 2 (8-7 dtr) | Pro Livorno Sorgenti   |
| Sorrento                  | 2 - 0           | Nocerina               |
| Trestina                  | 2 - 2 (6-4 dtr) | Cannara                |
| Tiferno Lerchi            | 0 - 5           | Foligno                |
| Tolentino                 | 2 - 1           | Montegiorgio           |
| Union Clodiense CS        | 2 - 2 (7-5 dtr) | Cjarlins Muzane        |
| Vis Artena                | 3 - 0           | Cassino                |
| Vis Nova Giussano         | 2 - 1           | Alcione                |
| 13 ottobre 2021           |                 |                        |
| Follonica Gavorrano       | 1 - 0           | Pianese                |
| 20 ottobre 2021           |                 |                        |
| San Donato Tavarnelle     | 0 - 0 (4-3 dtr) | Lornano Badesse        |
| 3 novembre 2021           |                 |                        |
| Sambenedettese            | 1 - 0           | Porto d'Ascoli         |

### Fase finale

#### Trentaduesimi di finale
| Squadra 1              | Risultato       | Squadra 2                 |
| ---------------------- | --------------- | ------------------------- |
| 3 novembre 2021        |                 |                           |
| Montebelluna           | 1 - 3           | Caldiero                  |
| Levico                 | 1 - 1 (5-4 dtr) | Cartigliano               |
| Delta Porto Tolle      | 0 - 0 (4-2 dtr) | Union Clodiense CS        |
| Virtus CiseranoBergamo | 4 - 2           | Arzignano Valchiampo      |
| Novara                 | 1 - 2           | PDHAE                     |
| Franciacorta           | 0 - 3           | Breno                     |
| Castellanzese          | 1 - 3           | Caronnese                 |
| Caravaggio             | 1 - 2           | Ponte San Pietro          |
| Fanfulla               | 8 - 1           | Vis Nova Giussano         |
| Progresso              | 1 - 2           | Correggese                |
| Carpi                  | 2 - 1           | Ravenna                   |
| Vado                   | 0 - 2           | Sanremese                 |
| Real Forte Querceta    | 1 - 4           | Prato                     |
| Seravezza              | 4 - 0           | Sestri Levante            |
| Follonica Gavorrano    | 1 - 1 (4-3 dtr) | San Donato Tavarnelle     |
| Scandicci              | 2 - 1           | Flaminia CivitaCastellana |
| Trestina               | 1 - 2           | Foligno                   |
| Recanatese             | 3 - 0           | Tolentino                 |
| Castelnuovo Vomano     | 3 - 0           | Vastogirardi              |
| Cynthialbalonga        | 3 - 1           | Aprilia                   |
| Trastevere             | 2 - 2 (3-4 dtr) | Vis Artena                |
| Lanusei                | 0 - 2           | Torres                    |
| Audace Cerignola       | 2 - 1           | Giugliano                 |
| Team Altamura          | 2 - 2 (4-3 dtr) | Molfetta Calcio           |
| Casarano               | 0 - 0 (5-6 dtr) | Bitonto                   |
| Sorrento               | 0 - 0 (3-5 dtr) | Gladiator                 |
| Santa Maria Cilento    | 3 - 1           | Cavese                    |
| FC Messina             | 0 - 0 (3-2 dtr) | Acireale                  |
| 10 novembre 2021       |                 |                           |
| Derthona               | 4 - 2           | Fossano                   |
| Cittanova              | 2 - 0           | FC Francavilla            |
| Trapani                | 2 - 0           | Licata                    |
| 17 novembre 2021       |                 |                           |
| Sambenedettese         | 1 - 1 (6-5 dtr) | S.N. Notaresco            |

#### Sedicesimi di finale
| Squadra 1           | Risultato       | Squadra 2              |
| ------------------- | --------------- | ---------------------- |
| 24 novembre 2021    |                 |                        |
| Caldiero            | 0 - 0 (3-2 dtr) | Levico                 |
| Delta Porto Tolle   | 0 - 2           | Virtus CiseranoBergamo |
| PDHAE               | 2 - 5           | Derthona               |
| Breno               | 2 - 3           | Caronnese              |
| Ponte San Pietro    | 1 - 1 (5-4 dtr) | Fanfulla               |
| Correggese          | 0 - 1           | Carpi                  |
| Sanremese           | 2 - 2 (3-4 dtr) | Prato                  |
| Follonica Gavorrano | 3 - 1           | Seravezza              |
| Foligno             | 0 - 2           | Scandicci              |
| Vis Artena          | 2 - 3           | Torres                 |
| Audace Cerignola    | 2 - 0           | Team Altamura          |
| Gladiator           | 1 - 0           | Bitonto                |
| Santa Maria Cilento | 3 - 4           | Cittanova              |
| Trapani             | 2 - 0           | FC Messina             |
| 15 dicembre 2021    |                 |                        |
| Sambenedettese      | 1 - 2           | Recanatese             |
| 9 marzo 2022        |                 |                        |
| Cynthialbalonga     | 0 - 0 (2-4 dtr) | Castelnuovo Vomano     |

#### Ottavi di finale
| Squadra 1              | Risultato       | Squadra 2           |
| ---------------------- | --------------- | ------------------- |
| 5 gennaio 2022         |                 |                     |
| Virtus CiseranoBergamo | 3 - 3 (6-3 dtr) | Caldiero            |
| 16 gennaio 2022        |                 |                     |
| Prato                  | 1 - 2           | Follonica Gavorrano |
| 9 febbraio 2022        |                 |                     |
| Recanatese             | 2 - 2 (5-6 dtr) | Scandicci           |
| 9 marzo 2022           |                 |                     |
| Derthona               | 1 - 2           | Caronnese           |
| Carpi                  | 2 - 1           | Ponte San Pietro    |
| Audace Cerignola       | 4 - 2           | Gladiator           |
| Cittanova              | 1 - 0           | Trapani             |
| 19 marzo 2022          |                 |                     |
| Castelnuovo Vomano     | 0 - 3           | Torres              |

#### Quarti di finale
| Squadra 1           | Risultato       | Squadra 2              |
| ------------------- | --------------- | ---------------------- |
| 20 marzo 2022       |                 |                        |
| Follonica Gavorrano | 2 - 0           | Carpi                  |
| 20 aprile 2022      |                 |                        |
| Caronnese           | 1 - 1 (5-6 dtr) | Virtus CiseranoBergamo |
| Torres              | 0 - 0 (4-3 dtr) | Scandicci              |
| 30 aprile 2022      |                 |                        |
| Audace Cerignola    | 3 - 1           | Cittanova              |

#### Semifinali
| Squadra 1           | Risultato       | Squadra 2              |
| ------------------- | --------------- | ---------------------- |
| 11 maggio 2022      |                 |                        |
| Follonica Gavorrano | 2 - 1           | Virtus CiseranoBergamo |
| Audace Cerignola    | 2 - 2 (8-9 dtr) | Torres                 |

#### Finale
| Squadra 1           | Risultato | Squadra 2 |
| ------------------- | --------- | --------- |
| 1º giugno 2022      |           |           |
| Follonica Gavorrano | 2 - 1     | Torres    |

| Arbitro: | Renzi (Pesaro) |

|                           |           |            |
| Origlio 21’ Ampollini 62’ | Marcatori | 38’ Ruocco |